# جامعة تشارلز داروين
جامعة تشارلز داروين هي جامعة عامة في أستراليا تأسست عام 2003 م.

## إحصائيات
يبلغ عدد طلاب الجامعة 22,083 طالب، منهم 461 طالب دراسات عليا.